# Jüdischer Friedhof (Londorf)
Der jüdische Friedhof Londorf in Londorf, einem Ortsteil der Gemeinde Rabenau im mittelhessischen Landkreis Gießen in Hessen, befindet sich südlich der Ortslage und der Lumda unmittelbar gegenüber dem örtlichen kommunalen Friedhof (von 1822) und ist über die Burgstraße in der Gemarkung Das Bruch erreichbar.

## Beschreibung
Der jüdische Friedhof Londorf wurde um das Jahr 1722 als Judenbegräbnis angelegt und diente seitdem als Begräbnisstätte für die verstorbenen jüdischen Einwohner von Londorf und den umliegenden Dörfern. Aufgrund des hohen Bevölkerungsanteils der jüdischen Gemeinde Londorf, die sich unter der Patrimonialherrschaft der Freiherrn von Nordeck zur Rabenau seit 1650 in Londorf angesiedelt hatte und im 20. Jahrhundert ihren Höhepunkt bei fast einem Achtel der Gesamtbevölkerung erreichte, wurde der Friedhof erweitert. Die Erweiterung wurde im Jahr 1837 vorgenommen, wozu die jüdische Gemeinde Londorf aus dem Gemeindewald 200 Tannen für einen Zaun erhielt.
Auf dem Friedhof befinden sich teilweise sehr alte Grabdenkmäler, aber auch viele umgefallene, zerbrochene und mutwillig zerstörte Grabsteine. Die vermutlich letzte Beerdigung fand für Isaak Wertheim (Jizchak Bar Manasche) aus Rüddingshausen, gest. 1935 bzw. am 8. Aw 5695 = 7. August 1935, statt. 
Das Areal des Friedhofs besteht aus einer rechteckigen Fläche mit leichter Hanglage und ist an den Außenseiten mit kleinen Sträuchern bewachsen. Eine Hecke umschließt den Friedhof vollständig und grenzt ihn von den angrenzenden Feldern und Wiesen ab. Der Zugang zum Friedhof ist zwischen den beiden Friedhöfen durch ein Tor aus Holz am jüdischen Friedhof im Bereich des Friedhofweges möglich.
Die Friedhofsfläche umfasst 6,08 Ar und ist im Denkmalverzeichnis des Landesamts für Denkmalpflege Hessen als Kulturdenkmal aus geschichtlichen Gründen eingetragen.